# Weilbachs Kunstnerleksikon

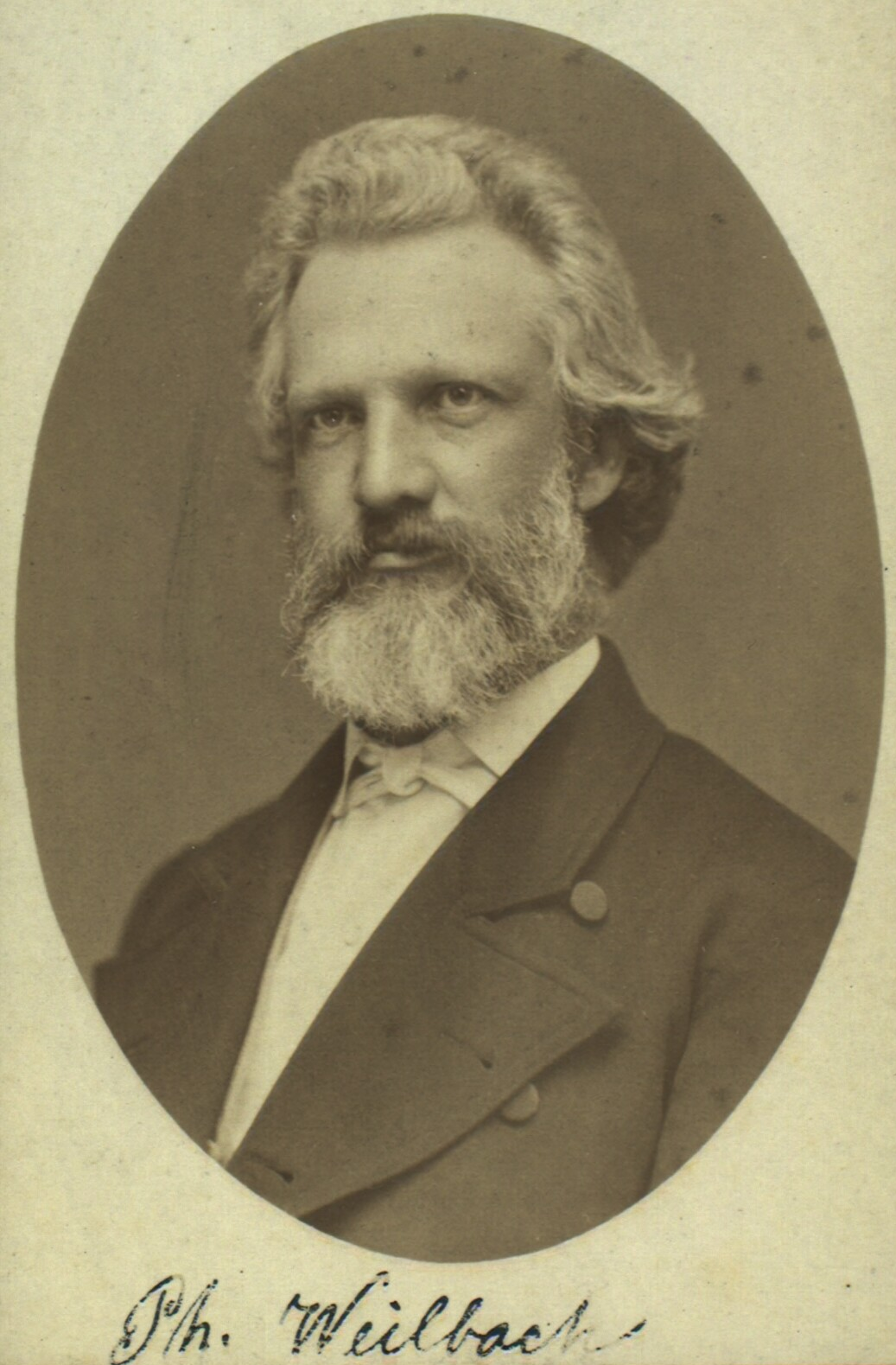
Philip Weilbach

Weilbachs Kunstnerleksikon är ett danskt biografiskt uppslagsverk om danska bildkonstnärer och arkitekter. 
Weilbachs Kunstnerleksikon har givits ut i fyra utgåvor med olika titlar från 1877 och framåt. 
Philip Weilbach skrev den första utgåvan, som utkom i ett band 1877–78 under titeln Dansk Konstnerlexikon. Åren 1895–96 udgav han den andra utgåvan i två band under titeln Nyt dansk Kunstnerlexikon.
Redan 1917 planerades en tredje utvåva, men den kom att redigeras och utges först efter det att Merete Bodelsen blivit huvudredaktör 1943. Utgivningen skedde 1947–52 under titeln Weilbachs Kunstnerleksikon, i tre band, med Povl Engelstoft som medredaktör.
För uppslagsverkets behov grundade Philip Weilbach ett arkiv, som efterhand väsentligt utökats med de nyare utgåvorna. Merete Bodelsen medverkade i stiftandet av Den selvejende institution Weilbachs Kunstnerleksikon 1980. Denna har seden dess ombesörjt upprätthållande av arkivet, till en början under Elisabeth Fabritius och Elisabeth Kofod-Hansen. Institutionen har dessutom ordnat så att arkivet tillgängliggjordes för forskare och andra intresserade, på Danmarks Kunstbibliotek. Arkivet innehöll omkring 1990 material om drygt 35.000 konstnärer.
År 1988 beslöt institutionen att redigera en ny utgåva, vilken publicerades 1994–2000, med Sys Hartmann som huvudredaktör. Denna fjärde utgåva fick titeln Weilbach – Dansk Kunstnerleksikon och tar upp 10.000 namn i nio band. Denna utgåva ingår numera i Kulturstyrelsens Kunstindeks Danmark.

## Digitaliserade utgåvor
- Dansk Konstnerlexikon (1. udgave, 1877–78), digitaliserad av LFL:s Bladfond
- Nyt dansk Kunstnerlexikon (2. udgave, 1895–96), digitaliserad av LFL:s Bladfond
- Weilbachs Kunstnerleksikon (3. udgave, 1947–52), digitaliserad av LFL:s Bladfond
- Weilbach – Dansk Kunstnerleksikon (4. udgave, 1994–2000) på Kulturarvsstyrelsens webbplats